# Кроудер, Норман Аллисон
Но́рман А́ллисон Кро́удер (англ. Norman Allison Crowder; 6 апреля 1921 — 11 мая 1998) — американский учёный, педагог, изобретатель разветвлённого алгоритма программированного обучения.
Норман Кроудер является автором и редактором серии учебных книг «TutorText», опубликованных
в конце 1950-х годов. Это учебник, называемый также «разветвлённая книга» (scrambled book), использовал новый метод общения с читателем, учитывающий индивидуальные возможности последнего и диалоговый тип взаимодействия.
В 1960 году Кроудером была выпущена компьютерная программа «AutoTutor», реализующая в виде обучающих программ идеи разветвлённого программированного обучения, заложенные ранее в учебниках «TutorText».
Позже, будучи профессором Иллинойского Технического Колледжа, Норман основал компанию «Crowder Scientific Company» для реализации своих идей компьютерного обучения.
Норман Кроудер умер от рака лёгких в 1998 году.